# Уорд, Винсент
Винсент Уорд (англ. Vincent Ward)  — Винсент Уорд (родился 16 февраля 1956 г.) - новозеландский кинорежиссер, сценарист и художник. Его фильмы получили международное признание как на церемонии вручения премии Оскар, так и на Каннском кинофестивале.

## Жизнь и карьера
Винсент Уорд родился 16 февраля 1956 года недалеко от Грейтауна, Новая Зеландия. Он учился в Школе изящных искусств Илам при Кентерберийском университете в Крайстчерче, Новая Зеландия, где в 1981 году получил диплом в сфере изящных искусств (с отличием). В 2014 году Кентерберийский университет присвоил ему звание почетного доктора изящных искусств. должность адъюнкт-профессора.
В 1978 году, в возрасте 21 года, он снял свой дебютный короткометражный фильм «Осадное положение» по роману Джанет Фрейм. Фильм был выпущен в кинотеатрах и рецензирован газетой Los Angeles Times, которая описала его так: «Тщательно построенный, в котором один изысканно составленный образ следует за другим… фильм становится поэзией».
В том же году фильм получил специальный приз жюри на кинофестивале в Майами и премию «Золотой Хьюго» на Чикагском кинофестивале. В 1978–1981 годах Уорд жил в отдаленном Те Уревера с женщиной Тухо по имени Пухи и ее взрослым сыном-шизофреником Ники. Он снял о них документальный фильм под названием «Весной одни растения», который получил Гран-при 1982 года в Cinéma du Réel (Париж) и Серебряного Хьюго на Чикагском кинофестивале.
Следующие три фильма Уорда, «Работа» (1984), «Навигатор Средневековья одиссея» (1988) и «Карта человеческого сердца» (1993), были первыми фильмами новозеландца, официально отобранными «на конкурс» Каннского кинофестиваля. В общей сложности они получили около 30 национальных и международных наград (включая Гран-при на фестивалях в Италии, Испании, Германии, Франции и США). «Виджил» (1984) рассказывает о творческом одиноком ребенке, живущем на отдаленной ферме, и частично вдохновлен собственным сельским воспитанием Уорда в Вайрарапе. Его продюсировал Джон Мейнард и снимали в Таранаки. Главную роль сыграла детская актриса Фиона Кей.
Второй полнометражный фильм Уорда, приключенческий фэнтезийный фильм «Навигатор: Средневековая одиссея» (1988), был вдохновлен опытом, который он получил в Германии. Он вспоминает, как пытался пересечь автобан пешком и в итоге уклонился от движения. Этот опыт произвел на него такое впечатление, что это был ключевой образ, который породил идею фильма. «Навигатор» следует за группой жителей Камбрии 14-го века, которые прокладывают туннели сквозь землю и оказываются в современном Окленде. Уорд говорит: «Я хотел посмотреть на 20-й век глазами средневековья, как будто демонов нашего современного мира, наших технологических монстров, разрушения можно было предвидеть в кошмарах средневековых людей». Рецензия журнала Rolling Stone назвала его «дальновидным фильмом редкой смелости и нетленного сердца».
Фильм получил Гран-при на четырех кинофестивалях, в том числе: Кинофестиваль в Ситжесе, кинофестиваль Fanta и кинофестиваль в Порту 1998/89. И получил награды за лучший фильм и лучшую режиссуру на премиях киноиндустрии Австралии и Новой Зеландии в 1989 году. В 1990 году Уорд написал сюжет для «Чужого 3», предполагаемого продолжения фильма «Чужие»; Уорд получил награду за финальный фильм. Суть его оригинального сценария, известного как версия «Монахи в космосе», однако, не была отражена в финальном фильме и с тех пор была признана лондонской газетой Times Online, которая в 2008 году поставила ее на первое место в своем списке «величайших фильмов». Научно-фантастические фильмы так и не были сняты».
В следующем фильме Уорда «Карта человеческого сердца» (1993) показаны отношения между мальчиком-инуитом, девочкой-метисом и приехавшим сюда британским картографом. Уорд и соавтор фильма Луи Новра вместе путешествовали и исследовали проект в Канаде, а Винсент много путешествовал по Арктике, прежде чем они начали писать сценарий. Во время разведки локации в Арктике Уорд получил небольшое обморожение, которое все еще было видно на протяжении съемок. В фильме снимались Ли, Джейсон Скотт, Анн Парийо и Патрик Бергин, а Джон Кьюсак сыграл второстепенную роль. Его продюсировали Тим Беван и Уорд, и он был показан в незавершенном виде на Каннском кинофестивале в 2019 году.

## Живопись и фотография
С 2010 года Уорд начал вторую карьеру художника и видеохудожника. В 2012 году он провел свою первую крупную персональную выставку «Дыхание» в передовой публичной галерее Новой Зеландии, Художественной галерее Говетт-Брюстер/Центре Лена Лай в Нью-Плимуте. За этим последовали еще две выставки в публичных галереях в Окленде и персональный павильон на 9-й Шанхайской биеннале 2012 года.
Уорд получил почетную степень доктора изящных искусств Кентерберийском университета (2014) и должность адъюнкт-профессора. В 2015 году он работал приглашенным профессором в Китайской академии искусств в Ханьчжоу, а также стажировался в Школе изящных искусств Шанхайского университета.
Уорд представлен в Новой Зеландии галереей Триш Кларк. Художественный писатель и рецензент Энтони Берт (Art Forum) охарактеризовал эту работу как «интенсивную… потрясающую… виртуозную» и сказал: «Уорд никогда не уклонялся от правды: он копает и копает, пока не доходит до того, чего не делают другие режиссеры и художники». Посещаю нечасто: психическое пространство, где насилие, память, мифы, секс и религия смешиваются в ландшафте, израненном историей».
Рана Девенпорт, директор художественной галереи Говетт-Брюстер, написала в своем каталоге к выставке: «Постоянная озабоченность Уорда метаморфозой, падением, светом, страхом, памятью, тьмой и моментом трансформации побудила его создать серию огромных, физически впечатляющих работ, которые погружаются в потусторонние ландшафты и трансцендентные состояния, вызывая воспоминания о потере, искуплении и бессознательных сферах.»

## Награды и почести
Фильмы Уорда заслужили признание критиков и внимание фестивалей.
Весной фильм «Одни растения в одиночестве» выиграл Гран-при 1982 года в Cinema du Reel (Париж) и «Серебряного Хьюго» на Чикагском кинофестивале.
«Бдение», «Навигатор: Средневековая одиссея» и «Карта человеческого сердца» стали первыми фильмами новозеландца, отобранными для участия в Каннском кинофестивале. Эти фильмы завоевали около 30 национальных и международных наград (включая Гран-при фестивалей в Италии, Испании, Франции и США). Во всех трех фильмах есть убедительная и яркая игра детей-актеров.
«Навигатор: Средневековая одиссея» получил главные награды киноиндустрии Австралии и Новой Зеландии.
«Куда приводят мечты» был номинирован на две премии «Оскар» и получил «Оскар» за лучшие визуальные эффекты в 1999 году.
«Дождь детей» получил Гран-при кинофестиваля «Эра новых горизонтов». Фильм был номинирован на награды и выиграл на кинофестивалях Qantas Film и TV Awards в Новой Зеландии. Винсент Уорд также был номинирован на премию Гильдии режиссеров Австралии за лучшую режиссуру за фильм «Детский дождь».